# 手束正昭
手束 正昭（てづか まさあき、1944年 - 2024年2月8日）は、日本の牧師、神学者。米国キングスウェイ神学大学名誉神学博士。
日本基督教団高砂教会元老牧師、 「日本基督教団聖霊刷新協議会」創立者、「日本民族総福音化運動協議会」総裁。日本のカリスマ運動の指導者。「日本を愛するキリスト者の会」副会長。

## 神学・歴史認識
ネストリウス派の研究者でもあり、ネストリウス派を初期のカリスマ聖霊運動だとしている。手束には『キリスト教の第三の波―カリスマ運動とは何か―』 と題する著作があるが、彼は自由主義神学者、パウル・ティリッヒの研究者であり、福音派系の聖霊の第三の波派ではない。彼は自由主義神学の再評価を他の聖霊派に求めた。
歴史認識では、台湾は「親日」であるのに韓国は「反日」であることから、「韓国の「反日」は造られたものであり、客観的公正性を著しく欠いたものである」という結論に至り、「中国や韓国の歴史認識は、極めて主観的なものであり、誇張と捏造とに満ちたものである」ことが、スタンフォード大学の研究でも明らかにされていると主張する。

## 教会成長の勘所
ハーザーに教会成長論「教会成長の勘所」を53回連載した。この連載記事で、「悪霊追放（エクソシスム）論」を扱っている。

## 大東亜戦争
2007年 - 2009年の月刊誌『ハーザー』の連載記事「日本宣教の突破口」では、大東亜戦争（太平洋戦争）の日本悪玉論はGHQのウォー・ギルト・インフォメーション・プログラムによる洗脳であるとして、大東亜戦争肯定論を唱える。また、南京事件の数字にも疑義を呈している。一年の休刊を経て復刊された2011年1月号のハーザーでもこの連載を続けており、「大東亜戦争は本当に侵略戦争だったのか」と題する記事がある。
ただし戦争とは「敗戦した側が悪い」という原則も存在している。

聖霊派の日本リバイバル同盟の戦争責任告白には、日本のリバイバルのためだというので署名したが、日本悪玉論はむしろ日本のリバイバルを妨げると考えるようになったという。
大東亜戦争の日本悪玉論を再検討するようになったのは、自分が学んだ自由主義神学（リベラル神学）による所が大きいとしている。

## 経歴
- 1944年 中華民国の上海生まれ。
- 1960年 日本基督教団甲東教会にて受洗。
- 1969年 関西学院大学大学院神学研究科修士課程修了（神学修士）。
- 1970年 同部助手。
- 1973年 日本基督教団高砂教会牧師に就任。
- 2024年 死去。79歳没[6]。

## 著書
特記なきものは全てキリスト新聞社より
- キリスト教の第三の波―カリスマ運動とは何か― 1989年 ISBN 487395164X
- 続・キリスト教の第三の波ーカリスマ運動とは何か―　1989年  ISBN 4873952050
- キリスト教の第三の波 余録-講演と証し集 1994年 ISBN 4873952565
- 信仰の表現としての教会建築：その大いなる記録 1990年 ISBN 4873952158
- 命の宗教の回復「説教集」 1992年 ISBN 487395231X
- 聖なる旅：キリスト教の本質を抉る 1996年 ISBN 4873952840
- ヨシュア記連続説教集（マルコーシュ・パブリケーション）
  - 1　ヨシュアの如く生きん 1999年　ISBN 4872071816
  - 2　輝かしい季節の始まり 2002年　ISBN 4872072154
  - 3　あなたはやり直すことができる 2003年 ISBN 4872072219
- 教会成長の勘所 2003年 ISBN 4872072197
- 聖霊の新しい時代の到来―聖霊降臨祭説教集 2005年（マルコーシュ・パブリケーション） ISBN 4872072367、NCID BA75293979
- 続・聖なる旅ーキリスト教の新たな可能性を探るー 2012年
- 日本宣教の突破口ー醒めよ日本ー 2013年（マルコーシュ・パブリケーション）ISBN 4872072618
- 朝早く、主に叫べー早天祈祷の意味と力(地引網出版) 2014年  ISBN 4901634291
- 恩寵燦々と - 聖霊論的自叙伝〈上〉雌伏の時代- 2017年 　ISBN 4873957192。

## 連載
- 月刊ハーザー「教会成長の勘所」、「日本宣教の突破口」